# 3318 Blixen
A 3318 Blixen (ideiglenes jelöléssel 1985 HB) a Naprendszer kisbolygóövében található aszteroida. Karl Augustesen és Poul Jensen fedezte fel 1985. április 23-án.